# Natació sincronitzada als Jocs Olímpics d'Estiu de 1988
Als Jocs Olímpics d'Estiu de 1988 celebrats a la ciutat de Seül (Corea del Sud) es disputaren dues proves de natació sincronitzada, ambdues en categoria femenina.
La competició es desenvolupà a la Piscina Olímpica Jamsil entre el dia 28 de setembre i l'1 d'octubre de 1988. Hi participaren un total de 46 nedadores de 18 comitès nacionals diferents.

## Resum de medalles
| Prova            | Or                                     | Argent                                        | Bronze                            |
| Solo Detalls     | Carolyn Waldo                          | Tracie Ruiz                                   | Mikako Kotani                     |
| Parelles Detalls | CanadàMichelle Cameron · Carolyn Waldo | Estats UnitsKaren Josephson · Sarah Josephson | JapóMikako Kotani · Miyako Tanaka |

## Medaller per països de les proves de natació sincronitzada
| Posició | País         | Or | Argent | Bronze | Total |
| 1       | Canadà       | 2  | 0      | 0      | 2     |
| 2       | Estats Units | 0  | 2      | 0      | 2     |
| 3       | Japó         | 0  | 0      | 2      | 2     |